# Atletiek op de Paralympische Zomerspelen 2024 - 100 m mannen T64
De 100 meter voor mannen klasse T64 op de Paralympische Zomerspelen 2024 vond plaats van op 1 september (series) en 2 september (finale) in het Stade de France. Deze klasse is voor atletes atleten met een prothese vanwege een beenamputatie of een beenlengteverschil. Dit is een gecombineerde klasse met T62. De winnaar van 2020 was Felix Streng uit Duitsland. Hij werd opgevolgd door Sherman Guity uit Costa Rica, de Italiaan Maxcel Amo Manu behaalde het zilver en Felix Streng won de bronzen medaille.

## Records
Voorafgaand aan het toernooi waren dit de wereldrecords en Paralympische records.
| Wereldrecord        | T62 | Duitsland Johannes Floors       | 10.54 | Dubai | 10 november 2019 |
| Paralympisch record | T62 | Duitsland Johannes Floors       | 10.79 | Tokio | 30 augustus 2021 |
|                     |     |                                 |       |       |                  |
| Wereldrecord        | T64 | Verenigde Staten Richard Browne | 10.61 | Doha  | 29 oktober 2015  |
| Paralympisch record | T64 | Duitsland Felix Streng          | 10.72 | Tokio | 29 augustus 2021 |

## Series
De eerste drie van beide series kwalificeerden zich direct voor de finale. Van de overgebleven atleten kwalificeerden bovendien de twee snelsten zich voor de finale.

#### Serie 1
| Rang | Baan | Kl. | Naam             | Naam | Tijd  | Bijz.     |
| ---- | ---- | --- | ---------------- | ---- | ----- | --------- |
| 1    | 1    | T64 | Sherman Guity    | CRC  | 10.72 | Q, PR, SB |
| 2    | 7    | T64 | Felix Streng     | GER  | 10.79 | Q         |
| 3    | 6    | T64 | Jonnie Peacock   | GBR  | 10.93 | Q         |
| 4    | 5    | T62 | Paul Daniels     | RSA  | 11.23 |           |
| 5    | 4    | T64 | Kengo Oshima     | JPN  | 11.24 |           |
| 6    | 8    | T64 | Jonathan Gore    | USA  | 11.34 |           |
| 7    | 2    | T64 | Andre Fortes     | BRA  | 11.43 | PB        |
| 8    | 3    | T64 | Fabio Bottazzini | ITA  | 11.76 |           |
| 9    | 9    | T64 | Antonio Flores   | MLT  | 13.07 | SB        |

#### Serie 2
| Rang | Baan | Kl. | Naam              | Naam | Tijd  | Bijz.     |
| ---- | ---- | --- | ----------------- | ---- | ----- | --------- |
| 1    | 7    | T64 | Maxcel Amo Manu   | ITA  | 10.69 | Q, PR, SB |
| 2    | 6    | T62 | Johannes Floors   | GER  | 10.92 | Q         |
| 3    | 9    | T62 | Hunter Woodhall   | USA  | 11.02 | Q         |
| 4    | 1    | T62 | Olivier Hendriks  | NED  | 11.12 | q         |
| 5    | 2    | T62 | Alan Oliveira     | BRA  | 11.22 | q         |
| 6    | 5    | T64 | Derek Loccident   | USA  | 11.29 | PB        |
| 7    | 8    | T62 | Daniel du Plessis | RSA  | 11.75 |           |
| 8    | 4    | T64 | Pea Soe           | MYA  | 11.89 | SB        |
| 9    | 3    | T64 | Arz Zahreddine    | LIB  | 12.30 |           |

### Finale
| Rang   | Baan | Kl. | Naam             | Naam | Tijd  | Bijz.  |
| ------ | ---- | --- | ---------------- | ---- | ----- | ------ |
| Goud   | 7    | T64 | Sherman Guity    | CRC  | 10.65 | PR, PB |
| Zilver | 5    | T64 | Maxcel Amo Manu  | ITA  | 10.76 |        |
| Brons  | 6    | T64 | Felix Streng     | GER  | 10.77 |        |
| 4      | 4    | T62 | Johannes Floors  | GER  | 10.85 |        |
| 5      | 3    | T64 | Jonnie Peacock   | GBR  | 10.91 |        |
| 6      | 8    | T62 | Hunter Woodhall  | USA  | 10.96 |        |
| 7      | 9    | T62 | Olivier Hendriks | NED  | 11.15 |        |
| 8      | 2    | T62 | Alan Oliveira    | BRA  | 11.22 |        |